# Garrapatas (Perú)
Garrapatas es una localidad peruana ubicada en el distrito de Lancones, perteneciente a la provincia de Sullana del departamento de Piura, al norte del Perú. 

## Ubicación
Garrapatas se ubica al noreste de la provincia de Sullana, en el distrito de Lancones, en el departamento de Piura. Se ubica muy cerca a la frontera ecuatoriana-peruana.

## Demografía
En 2017 Garrapatas tenía una población de 7 habitantes.
| Gráfica de evolución demográfica de Garrapatas entre 1993 y 2017 |
|                                                                  |
| Fuentes: Población 1993 y 2017                                   |